# Malsch (Karlsruhe)
Pour les articles homonymes, voir Malsch.
Malsch est une commune allemande de l'arrondissement de Karlsruhe, située dans le Land de Bade-Wurtemberg.

## Jumelages
- Sézanne (France) depuis 1967
- Dinuba (États-Unis) depuis 1975
- Syców (Pologne) depuis 1992

## Personnalités
- Aloys Henhöfer (1789-1862), théologien né à Völkersbach.
- Jens Nowotny, footballeur